# اللاوساطة

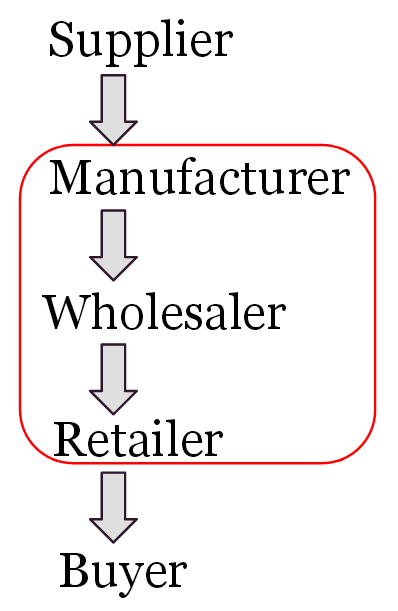

في علم الاقتصاد، اللاوساطة أو اللاوسائطية تعني الاستغناء عن الوسطاء في سلسلة الإمداد، أو «الاستغناء عن الوسيط». فبدلاً من الذهاب من خلال قنوات التوزيع التقليدية، التي كان بعض نوع من المتوسطة (مثل توزيع (تجارة)، بيع بالجملة، وسيط، أو وكيل تأمين)، يمكن للشركات الآن التعامل مع كل زبون مباشرة، على سبيل المثال عن طريق الإنترنت.
عامل مهم هو انخفاض في تكلفة خدمة العملاء مباشرة.
فبدلاً من العمل من خلال قنوات التوزيع التقليدية، والتي تتضمن وجود أنوع من الوسطاء (كالتوزيع، والبيع بالجملة ووكلاء التأمين)، تتعامل الشركات الآن مع العملاء مباشرة، من خلال الإنترنت على سبيل المثال.
أحد أهم العوامل للاستغناء عن الوسطاء هو توفير التكاليف عن طريق التعامل المباشر مع العملاء.
وقد يحدث هذا أيضاً في مجالات أخرى يعمل فيها موزعون أو باعة، حيث يلجأ المصنّعون إلى الاستغناء عن الوسطاء لزيادة هوامش الربح.
فكرة اللاوساطة التي يبدأها المستهلكون هي نتاج شفافية السوق، أي أن المشترين مدركون للأسعار المباشرة التي يضعها المصنّع. وبذا يتجاوز المشترون الوسطاء (تجار الجملة والتجزئة) للشراء مباشرة من الشركة المصنعة ودفع مبالغ أقل من الشراء من خلال الوسطاء. يمكن للمشترين أن يختاروا الشراء من تجار الجملة مباشرة. ويشار إلى أنه في كثير من الأحيان تلعب شركات (عمل-مستهلك) التي تدير أنشطة تجارة إلكترونية دور الجسر بين المشتري والمصنّع.
لتوضيح الأمر، تتكون شركة فيها سلسلة تزويد نموذج (عمل-عميل) من أربعة أو خمسة كيانات كما يلي (بالترتيب):
- توزيع (تجارة)
- تصنيع
- بيع بالجملة
- بيع قطاعي
- مشتري

ساهمت الإنترنت في تعديل مفهوم سلسلة التزويد نظراً لشفافية السوق:
- مزوّد
- مصنّع
- مشتري

## تاريخياً
تم تطبيق هذا المصطلح في الأصل في قطاع المصارف عام 1967. تشير اللاوساطة إلى استثمار العملاء مباشرة في الأوراق المالية (سندات حكومية وخاصة وأسهم) بدلاً من ترك أموالهم مودعة في حسابات مصرفية والاقتراض من أسواق رأس المال بدلاً من المصارف. يعود سبب ذلك إلى التشريعات التي وضعتها الحكومة الأمريكية والتي وضعت حداً لمعدلات الفائدة المدفوعة على حسابات الفوائد التي كانت مؤمنة من قبل المؤسسة الاتحادية للتأمين على الودائع.
طُبّق لاحقاً بصورة أكثر عمومية للاستغناء عن الوسطاء في قطاع التجارة، على الرغم من أن المعنى المالي هو السائد. لم تعمم فكرة الاستغناء عن الوسطاء حتى نهايات عقد التسعينيات من القرن الماضي.

## تأثير الوساطة المرتبطة بالإنترنت في المجالات المختلفة

### تأثير كبير
- معدات الحاسوب وبرمجياته
- وكالات السفر
- متاجر بيع الكتب والموسيقى
- شراء الأسهم

### مجالات لا تزال في طور التقدم (بسبب العقبات القانونية والهيكلية)
- مبيعات المشروبات الكحولية
- العقارات
- التوظيف
- التعليم

تتيح شفافية الإنترنت لمشتري البيوت استعراض قوائم البيوت المعروضة للبيع أو التأجير حسب الخدمة المقدمة أو حسب المالك. وقد ساهم ذلك في التقليل من تكاليف البحث التي يتكلفها المشترون، وتمنحهم إمكانية الوصول إلى العديد من الخيارات للاختيار عند دخول الصفقات العقارية. وجد الباعة أدوات جديدة لجذب المشترين وبيع البيوت، إذ يمكنهم الآن الاستفادة من أدوات سوق الإنترنت التي تهدف إلى زيادة فعالية متطلبات المعاملات.
هذه الشفافية جعلت من الصعب على وكلاء ومخمِّني العقالات والمقرضين جمع الرسوم، ما رجح ميزان القوى لصالح المستهلكين. إذ أن فتح إمكانية الوصول للمعلومات من خارج الوسطاء، فإن المشترين والبائعين كسبوا فوائد اقتصادية لم يكونوا ليحصلوا عليها لو تم الموضوع من خلال الوسطاء أو لو تم التوزيع بين عاقدي الصفقات الذكية بطريقة غير لائقة
- الوساطة الرئيسية والمحافظ الوقائية.
- الرعاية الصحية - نتيجة التطور في الطب الإلكتروني، خاصة المعلوماتية الطبية
- تأجير وتوزيع الفيديوهات

### عمليات فشلت وأصبحت خدمات متخصصة مساعدة
- أثاث
- سلع بقالة
- أطعمة الحيوانات الأليفة
[بحاجة لمصدر]

## إعادة الوساطة
يمكن تعريف «إعادة الوساطة» كإعادة وضع وسيط بين المستخدم النهائي (المستهلك) والمنتِج. ينطبق هذا المصطلح على الحالات التي تم فيها الاستغناء عن الوساطة في بداية الأمر.
في بداية ثورة الإنترنت، كان يُنظر للتجارة الإلكترونية على أنها أداة لإلغاء الوساطة لخفض التكاليف التشغيلية، وذلك بالسماح للمستهلكين شراء المنتجات مباشرة من المنتجين من خلال الإنترنت، ويتم توصيل المنتج من خلال شبكات التوزيع، ما يجعل سلسلة التوزيع أقصر، وبالتالي إلغاء وساطة وسطاء نموذج التوزيع التقليدية. لكن الأمر الذي حدث هو ظهور نوع جديد من الوساطات في المشهد الرقمي (مثلاً موقع أمازون وإيباي.
حدثت «إعادة الوساطة» بسبب ظهور العديد من المشكلات الجديدة المرتبطة بمفهوم اللاوساطة في التجارة الإلكترونية، وتركزت بشكل كبير على الأمور المتعلقة بنموذج «مباشرة-للمستهلك». ومن هذه العقبات: الكلفة المرتفعة لإيصال البضائع للعديد من الطلبات الصغيرة، وقضايا خدمة العملاء الضخمة، ومواجهة غضب تجاز التجزئة وشركاء قنوات التزويد وباعة التجزئة. ثمة حاجة إلى موارد ضخمة لاستيعاب ما يتعلق بخدمات ما قبل البيع وما بعد البيع المقدمة للمستهلكين الأفراد. قبل اللاوساطة، لعب وسطاء سلسلة التزويد دور مندوبي المبيعات. لكن بدونهم، أصبح يتعيّن على المنتِج التعامل مع هؤلاء المستهلكين. ثمة تكاليف ترتبط بالبيع من خلال الإنترنت، كتكاليف تطوير مواقع إلكترونية ذات جودة، صيانة معلومات المنتج، وتكاليف التسويق. أخيراً، فإن حصر توفير المنتَج من خلال قنوات الإنترنت فحسب يفرض على المنتِج المنافسة مع باقي المسوقين من خلال الإنترنت لجذب انتباه المستهلكين، وهذه المساحة أصبحت مزدحمة بشكل متزايد مع مرور الوقت.

### أمثلة على الشركات
من الأمثلة البارزة على اللاوساطة شركتي ديل وأبل، اللتين تبيعان العديد من النظم مباشرة إلى المستهلكين، متجاوزتين سلاسل البيع التقليدية، وقد نجحتا في إنشاء علامات تجارية معروفة لدى العملاء وهي حققت أرباح طائلة ولا تزال في نمو مستمر.